# Mikael Bedros III. Kasbarian
Mikael Bedros III. Kasbarian OAM, auch Michael Petrus III. Kasbarian, (armenisch: Միքայէլ Պետրոս Գ. Գասպարեան; * ?; † 10. November 1780 in Bzommar, Jordanien)  war der dritte armenisch-katholische Patriarch von Kilikien. Er ist der Gründer der Armenisch-Katholischen Kirche in Bzommar.

## Leben
Mikael Kasbarian war zunächst ein Mönch der Armenischen Antonianer und kam aus Aleppo in Syrien. Er wurde 1753 zum Bischof der armenisch-katholischen Kirche geweiht und zum Patriarchen von Kilikien gewählt. Am 23. Juni 1753 wurde seine Wahl bestätigt. In seiner Amtszeit wurde 1771 in Bzommar ein Kirchenbau für die armenisch-katholische Kirche eingeweiht.

## Wirken
Mit der Expansion der armenisch-katholischen Kirche erkannte Kasbarian die Notwendigkeit der Missionsarbeit und rief eine Ausbildungsstätte für Missionare ins Leben. Sein Versuch, die Ordensgemeinschaft der Antonianer in Bzommar anzusiedeln, scheiterte an deren Wunsch auf Eigenständigkeit.